# 君主斑蝶
（學名：Danaus plexippus）又名帝王蝶、大樺斑蝶、褐脈棕斑蝶、黑脉金斑蝶，是一種斑蝶。牠們可能是北美洲最廣為人知的蝴蝶。自19世紀，牠們就在新西蘭被發現，並於1871年在澳洲發現。牠們分佈在歐洲的加那利群島及馬德拉，並有一些遷徙至俄羅斯、亞速爾群島、瑞典及西班牙。翅膀上有顯眼的橙色及黑色斑紋，翅膀闊8.9-10.2厘米。雌蝶的翅脈更為深色，雄蝶的後翅中央有一斑點可以釋放信息素。雄蝶較雌蝶為大。

## 科學分類
君主斑蝶的俗名由塞繆爾·斯卡德於1874年命名，原因是「牠們是最大的蝴蝶之一，並統管眾多」。弗雷德·厄克特說這個名稱是為紀念威廉三世，其另一頭銜奧蘭治親王的含義「橙色」與此蝶的主色相同。君主斑蝶的學名由卡爾·林奈於1758年的《自然系統》內確定。牠最初被分類在鳳蝶屬中。於1780年，Jan Krzysztof Kluk成立了斑蝶屬，並以君主斑蝶為其模式種。由於拉丁語語法要求種加詞與性別名稱相符，故並不清楚斑蝶屬的學名是來自希臘傳說的埃及國王及宙斯的曾孫達那俄斯，或是來自達那俄斯的玄孫女達那埃的雄性化版本。種小名是來自達那俄斯的雙生兄弟埃古普托斯的50個兒子之一的Plexippus。

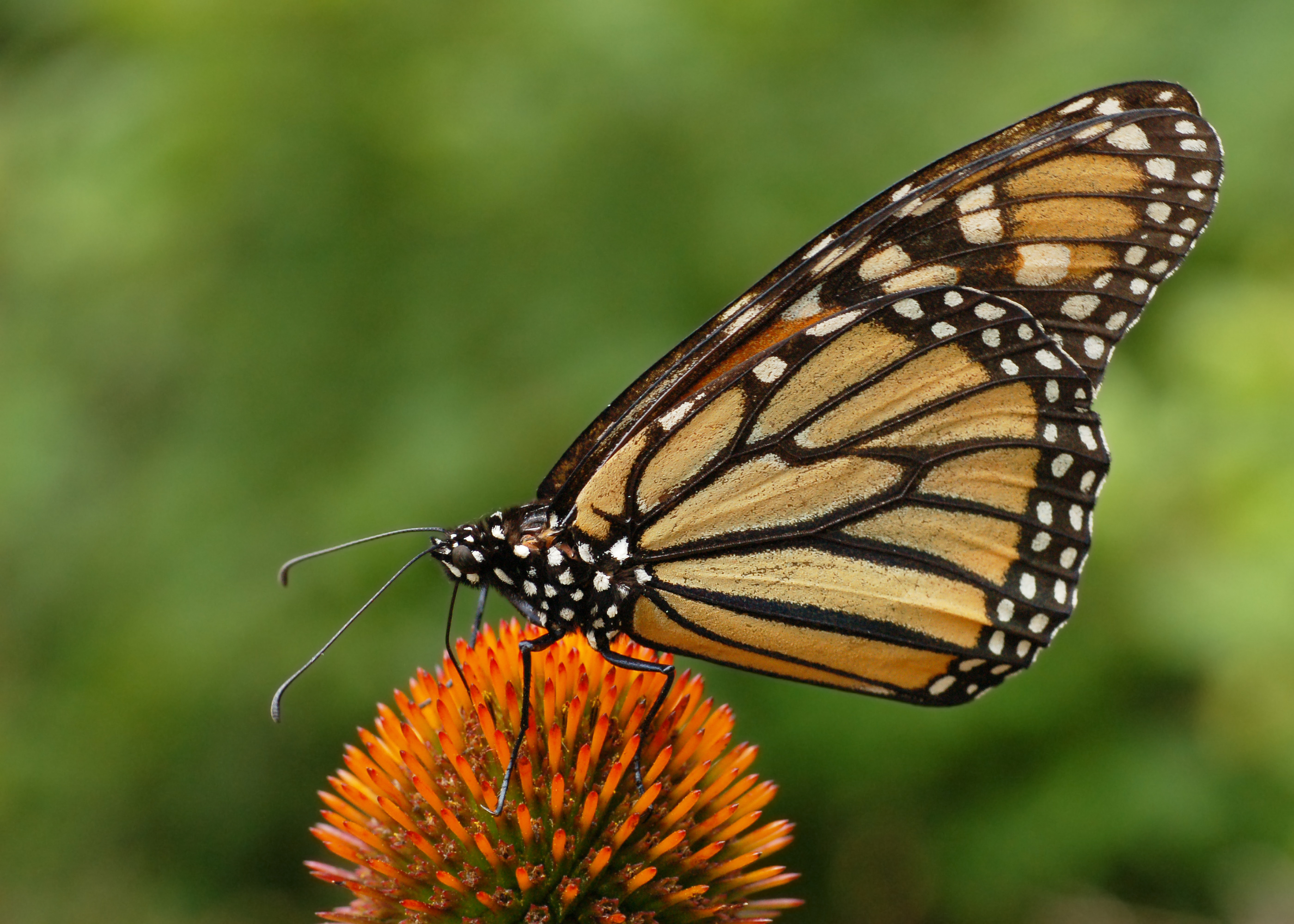
正在吃紫錐菊花蜜的君主斑蝶。

君主斑蝶與兩個相似的近親物種於2005年前同屬於斑蝶亞屬。這兩個物種是牙買加及伊斯帕尼奧拉島的Danaus cleophile，及南美洲阿瑪遜河的南大樺斑蝶。Danaus erippus差不多與君主斑蝶完全一樣，但是蛹卻有所不同，故曾一度被認為是君主斑蝶的亞種。不過根據形態學、線粒體DNA 12S 核糖體RNA、胞色素氧化酶第一次單元序列、nDNA 18S rRNA及EF-1α的分析，發現牠們應該與君主斑蝶是不同的物種。有指南大樺斑蝶的祖先與君主斑蝶的祖先在於200萬年前的上新世末期分裂。當時海平面較為高，而整個亞馬遜低地都是汽水沼澤，並不適合蝴蝶生活。
現時君主斑蝶其下有兩個亞種：
- D. p. plexippus：指名亞種，北美洲會遷徙的亞種。
- D. p. megalippe：於1826年由Jacob Hübner所描述，並不會遷徙，主要分佈在科羅拉多州及喬治亞州以南，遍及加勒比海及中美洲，至阿瑪遜河。其下有三個不同的變型，曾一度被認為是另一些亞種，但其實是D. p. megalippe的不同顏色變型：
  - D. p. m. forma leucogyne
  - D. p. m. forma portoricensis
  - D. p. m. forma tobagi

## 分佈
分佈於北美洲、南美洲及西南太平洋，包括西印度群島、加拉巴哥群島、索羅門群島、澳大利亞、紐西蘭、新幾內亞、摩鹿加群島、菲律賓、台灣、香港、模里西斯、印度、亞速爾群島、馬德拉、加那利群島、葡萄牙南部、西班牙南部，並偶見於英國、愛爾蘭及法國南部。
台灣的族群在1930年代後逐漸減少。Vane-Wright在1993年提出哥倫布假說 (The Columbus hypothesis)，認為Danaus plexippus在19世紀中進行了一次全球性大擴張，從北美洲本土分別往大西洋及太平洋方向大規模擴張，1840年代第一次在夏威夷被記錄、1850-1860年代在南太平洋島嶼擴張、1870年代抵達澳大利亞。20世紀起各地的族群則開始陷入衰退，台灣族群的消失只是這波大衰退的一部份。

## 描述
君主斑蝶的翅膀闊8.9-10.2厘米。翅膀上面呈黃褐橙色，翅脈及邊緣黑色，邊緣有兩串細白點。前翅近端位有一些橙點。前翅及後翅端呈黃褐色，白點較大。近年研究認為，翅膀上的白點大小可降低日間飛翔時的阻力。
雄蝶的後翅上有黑色的性徵鱗片，而翅脈較雌蝶的窄。雄蝶較雌蝶為大。
君主斑蝶的卵呈奶白色，期後會轉變為淡黃色。卵較長及稍有棱角，約有23節及很多橫線。一個卵約重0.46毫克，高1.2毫米及闊0.9毫米。

## 遷徙

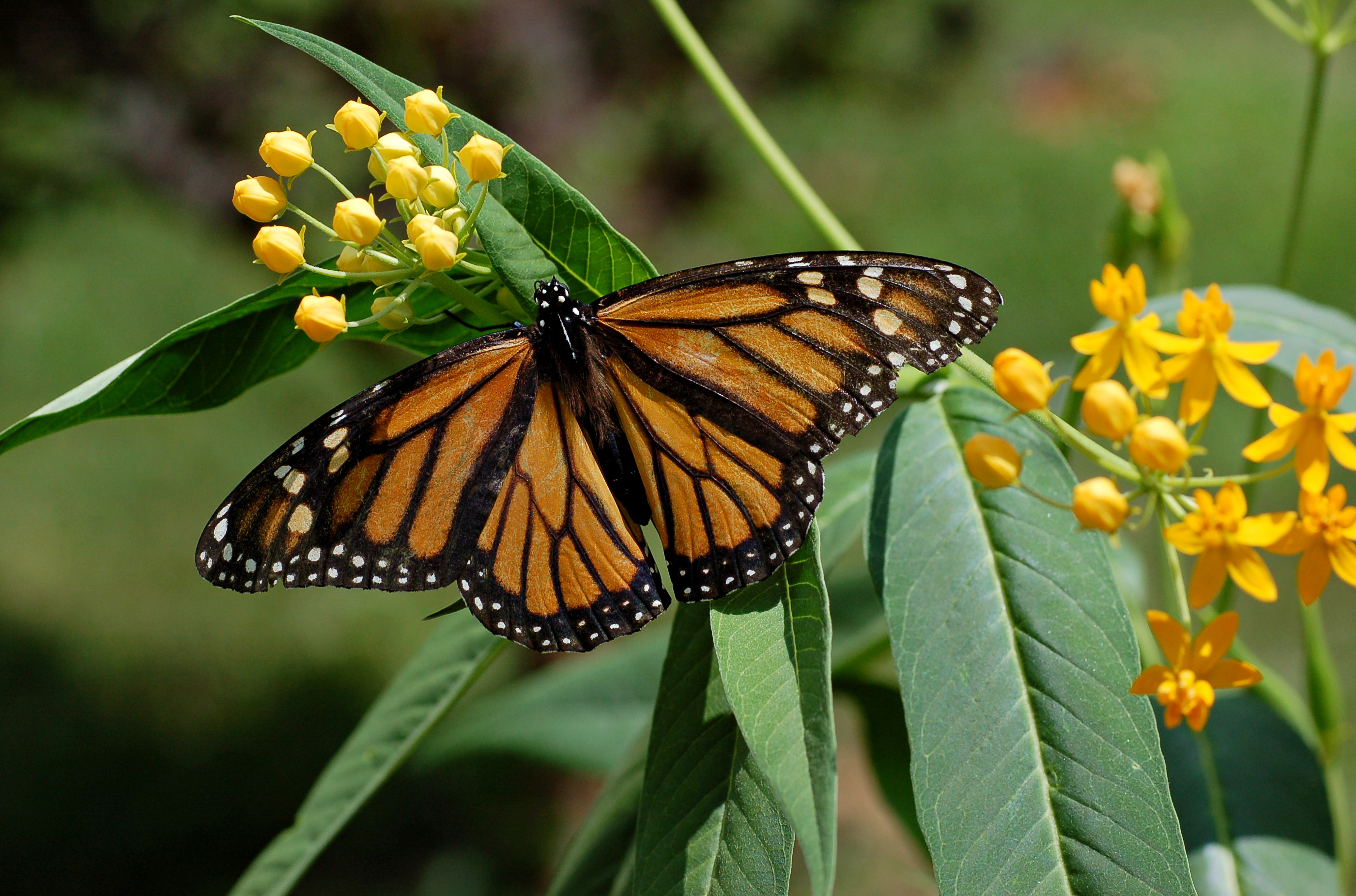

君主斑蝶最特別的地方是會每年進行遷徙。在北美洲，牠們會於8月至初霜向南遷徙，並於春天向北回歸。在澳洲，牠們會作有限度的遷徙。雌蝶會在遷徙時產卵。到了10月，洛磯山脈的群族會遷徙到墨西哥米卻肯州的神殿內。西方的群族會在美國加利福尼亞州南部過冬。
於初夏出生的君主斑蝶壽命只有少於兩個月，但牠們遷徙的時間卻遠遠超過這個時間。在夏天最後出生的一代會進入一個滯育期，並會活超過7個月。在滯育期，牠們會遷徙至其中一個過冬的地方。牠們過冬時一般都不會繁殖，直至於2-3月離開時才會繁殖。相信洛磯山脈群族春天時會向北遷徙至德克薩斯州及奧克拉荷馬州。回到美國及加拿大原住地方的已經是第二、三或四代的君主斑蝶。牠們是如何隔幾代後仍能回到相同的過冬地點則有待研究。似乎牠們是從其生理節奏及太陽的位置而遺傳了遷徙的路線。
君主斑蝶是很少會橫渡大西洋的昆蟲之一。在百慕達由於多以乳草為觀賞植物，故君主斑蝶在當地十分普遍。由於百慕達的溫和氣候，當地出生的君主斑蝶會全年留在島內。
視乎風向，只有少數的君主斑蝶會在英國的西南部出現，最東的曾在Long Bennington出現。在新西蘭亦有見到君主斑蝶。在夏威夷亦有出沒，但卻沒有遷徙的情況。

## 繁殖

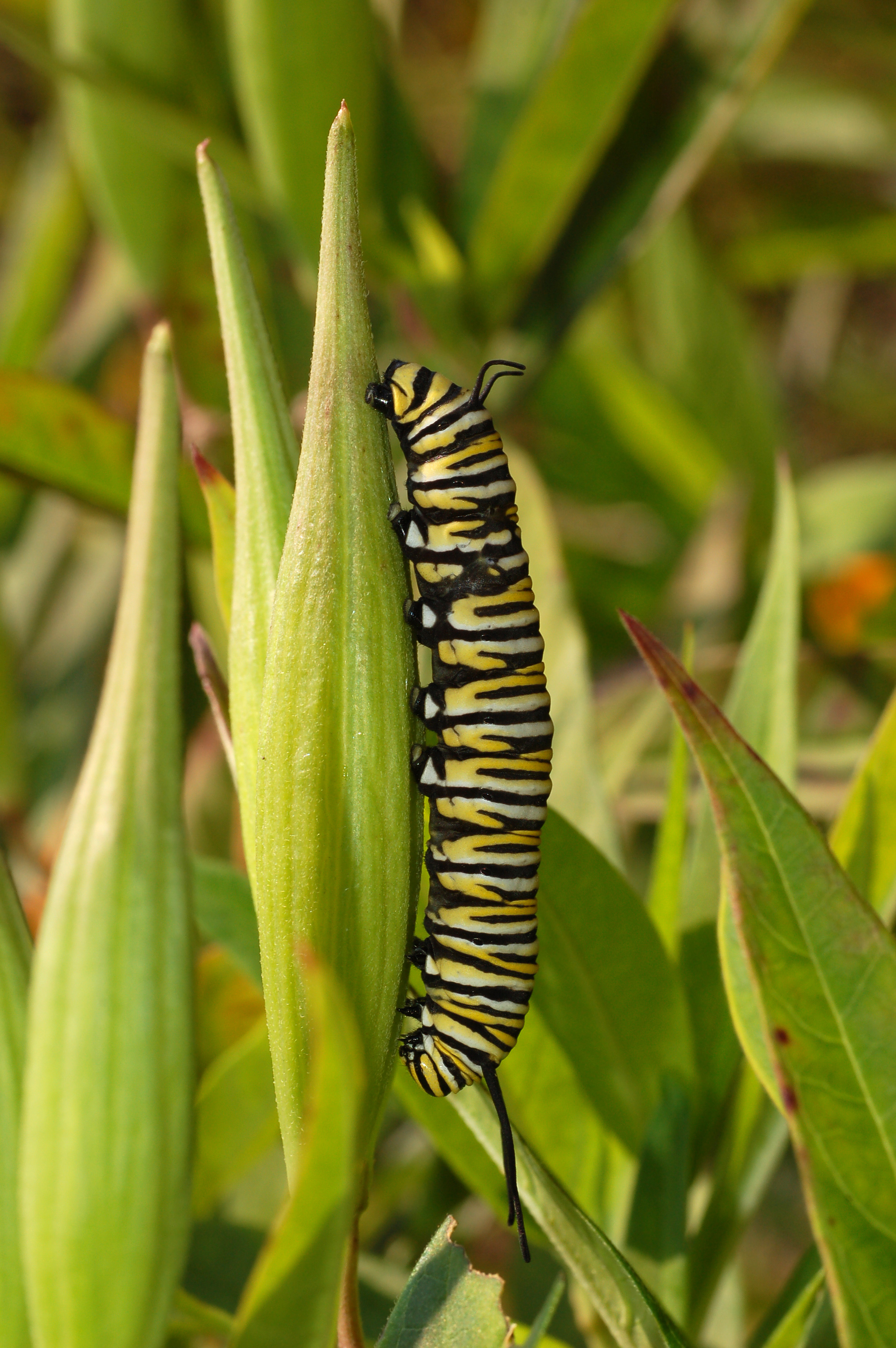
正在吃沼澤乳草的毛蟲。

君主斑蝶會在春天離開過冬位點時交配。牠們的求愛過程非常簡單，且較少依賴信息素。求愛涉及兩個階段，即空中及地上的階段。在空中時，雄蝶會追求、輕推及擒下雌蝶。在地上時才會交尾，雄蝶會將精囊傳遞至雌蝶中。精囊及精子相信可以提供雌蝶能量來幫助繁殖及遷徙。過冬的群族最北可以回歸至發現生長初期的乳草，對於東方群族而言這是在德克薩斯州南部。君主斑蝶的生命週期是完全變態的，涉及四個不同的階段：
1. 雌蝶於春夏繁殖季節時產卵。
2. 卵在2至5日後孵化出毛蟲。牠們把卵殼吃掉後便開始食用乳草。在約2週的毛蟲階段，牠們會將能量儲存成脂肪及營養素，以做化蛹時用。期間牠們的體重會增加約2000倍。
3. 在蛹階段，毛蟲會在樹枝或樹葉等上吐絲，以其最後的腹腳來吊起整個蛹。牠會倒吊成J形，及開始脫殼，以綠色的外骨骼來包裹自己。此時會有激素的改變，以進行蝴蝶變態。蛹會在破蛹前一天變深色（其實是開始變成透明），內中可見君主斑蝶的黑橙色翅膀。此階段約需兩星期。
4. 成長的君主斑蝶在蛹階段後破蛹而出，並繼續吊在破了的蛹中幾個小時，直到牠的翅膀變乾。同時，流體胎糞會被注入起皺的翅膀，令它們完整及堅硬。最後君主斑蝶會展開及拍動其翅膀飛離，往其他的花朵覓食。

### 生命週期

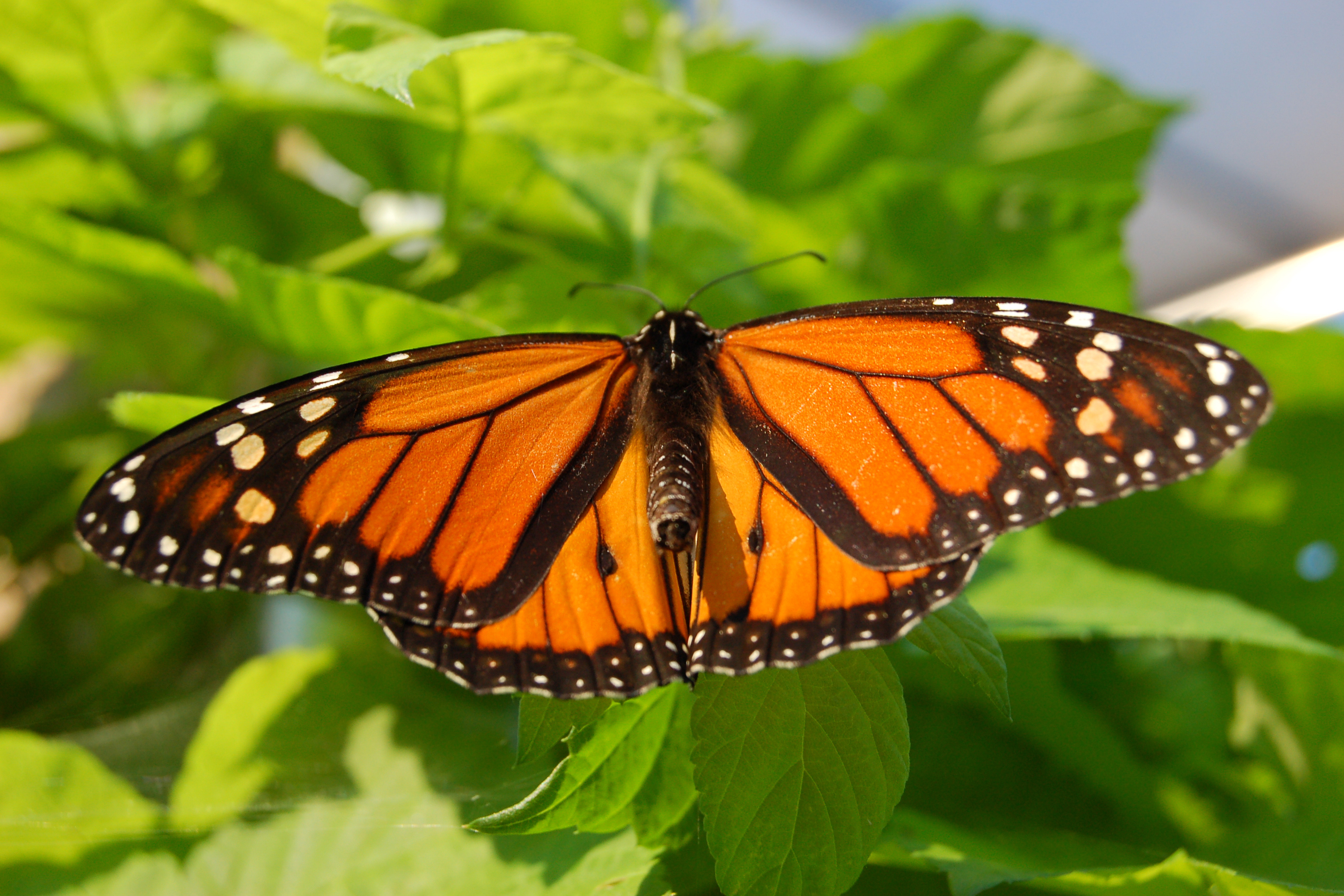
雄蝶展示翅膀來吸引雌蝶交配
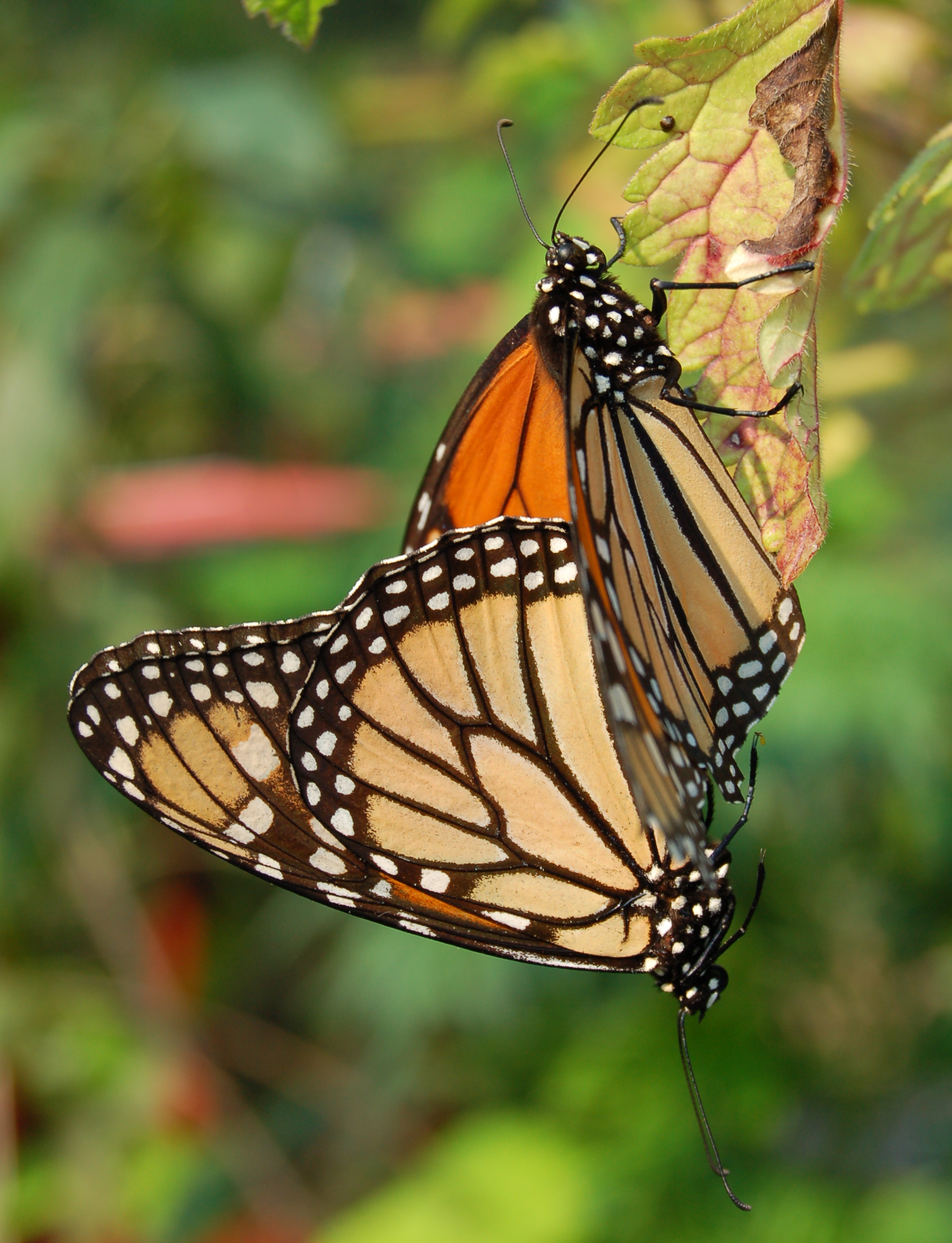
正在交配的君主斑蝶
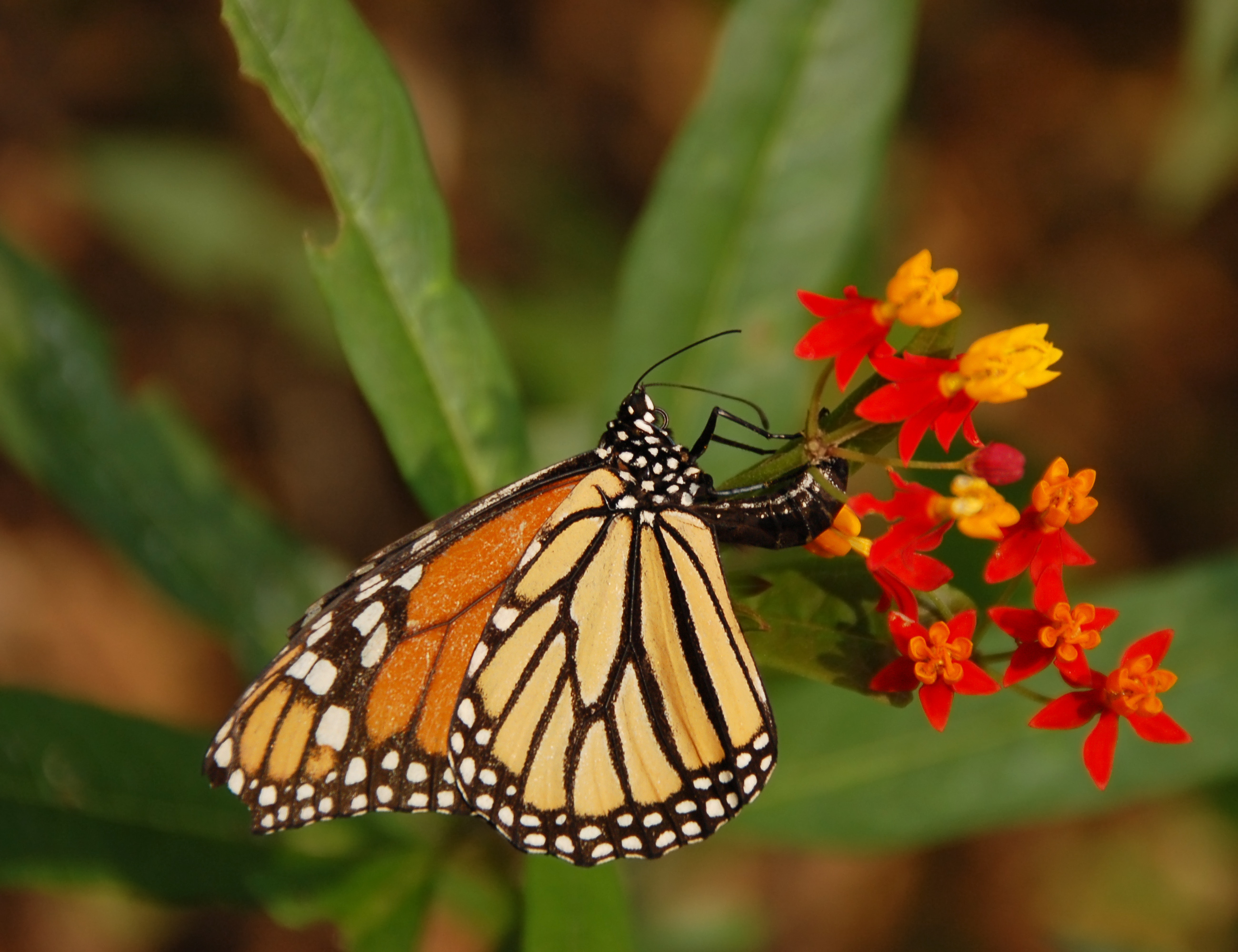
產下的卵
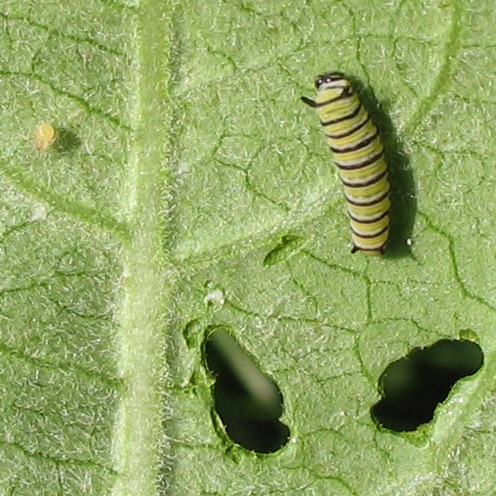
早期的君主斑蝶毛蟲
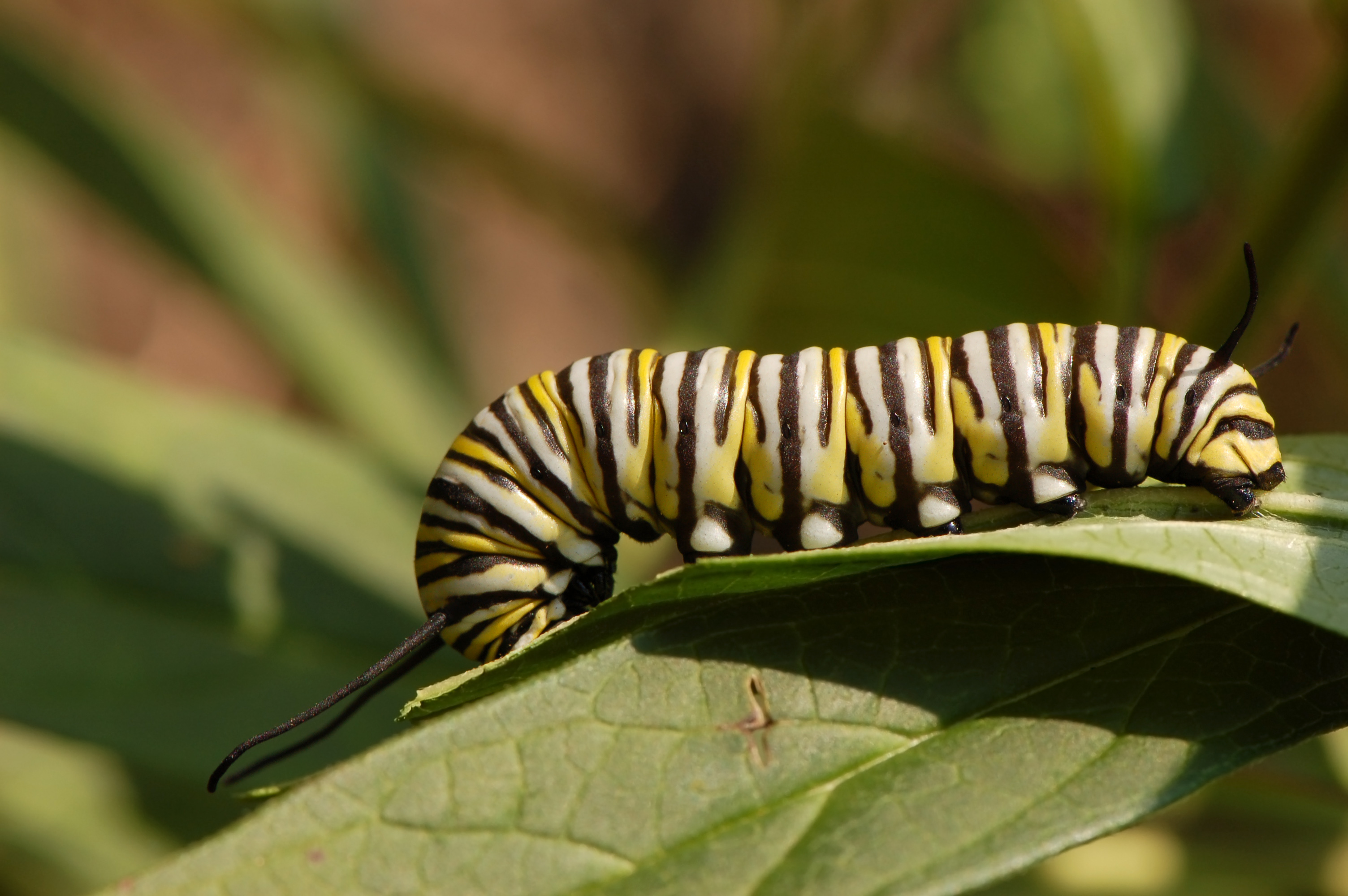
正在覓食的後期毛蟲
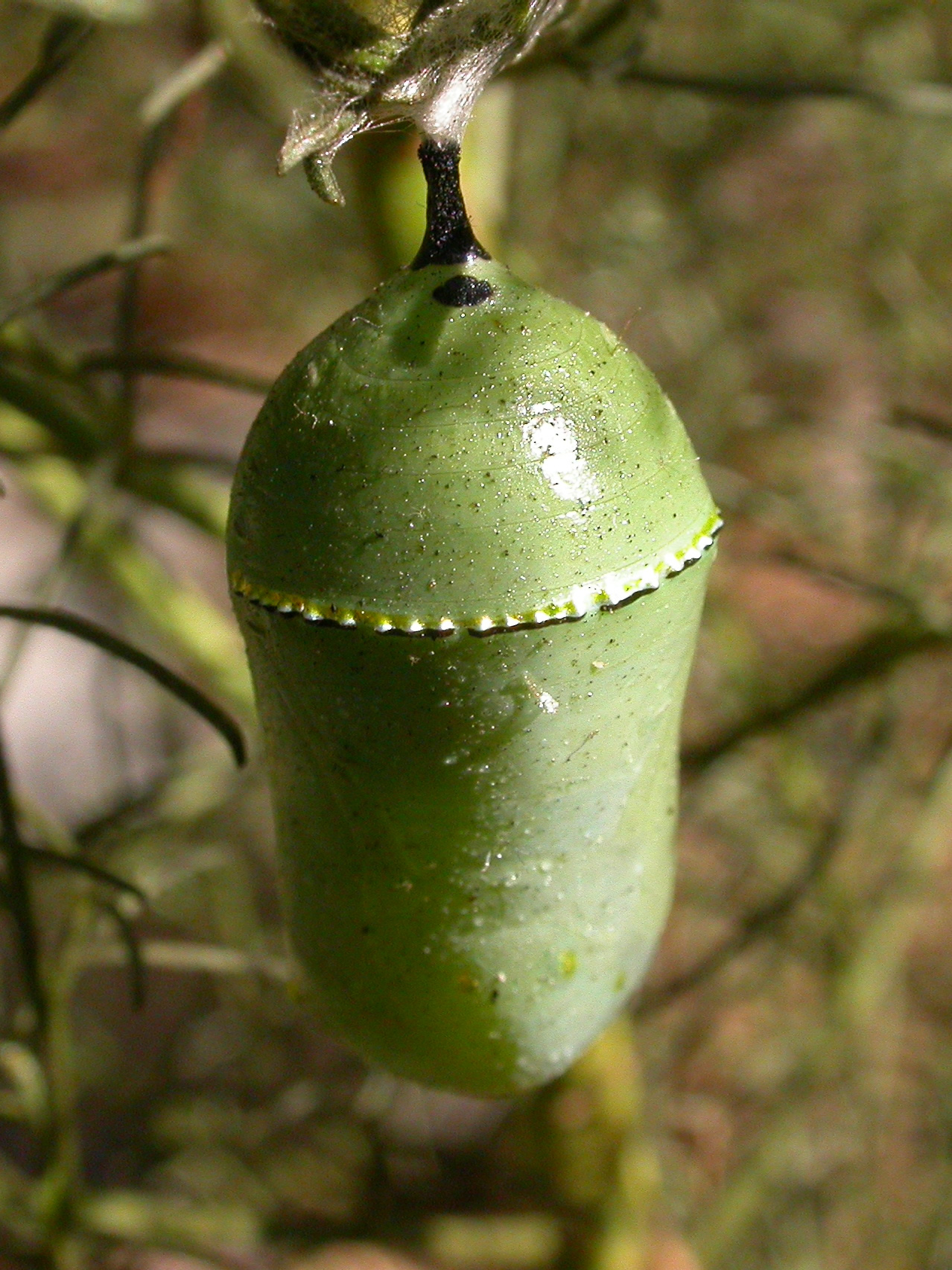
君主斑蝶的蛹
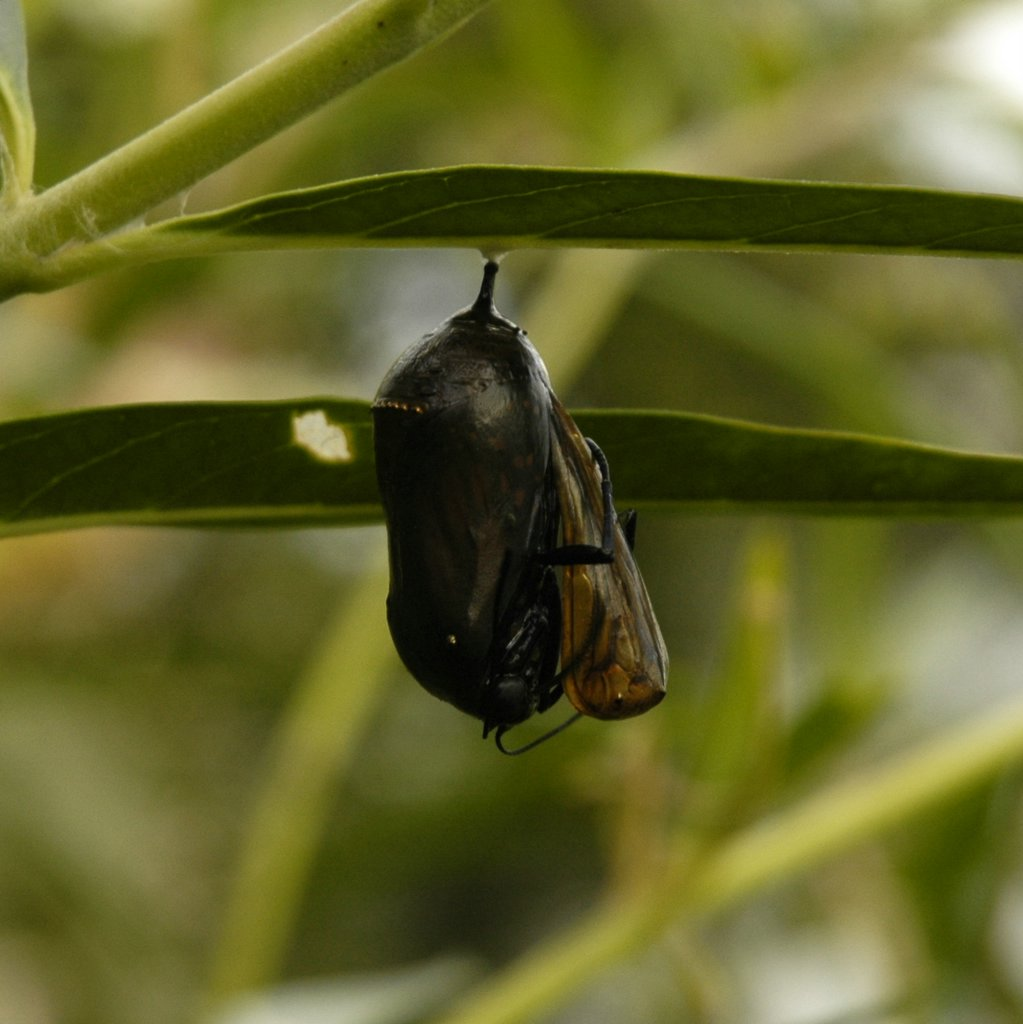
破蛹而出的君主斑蝶
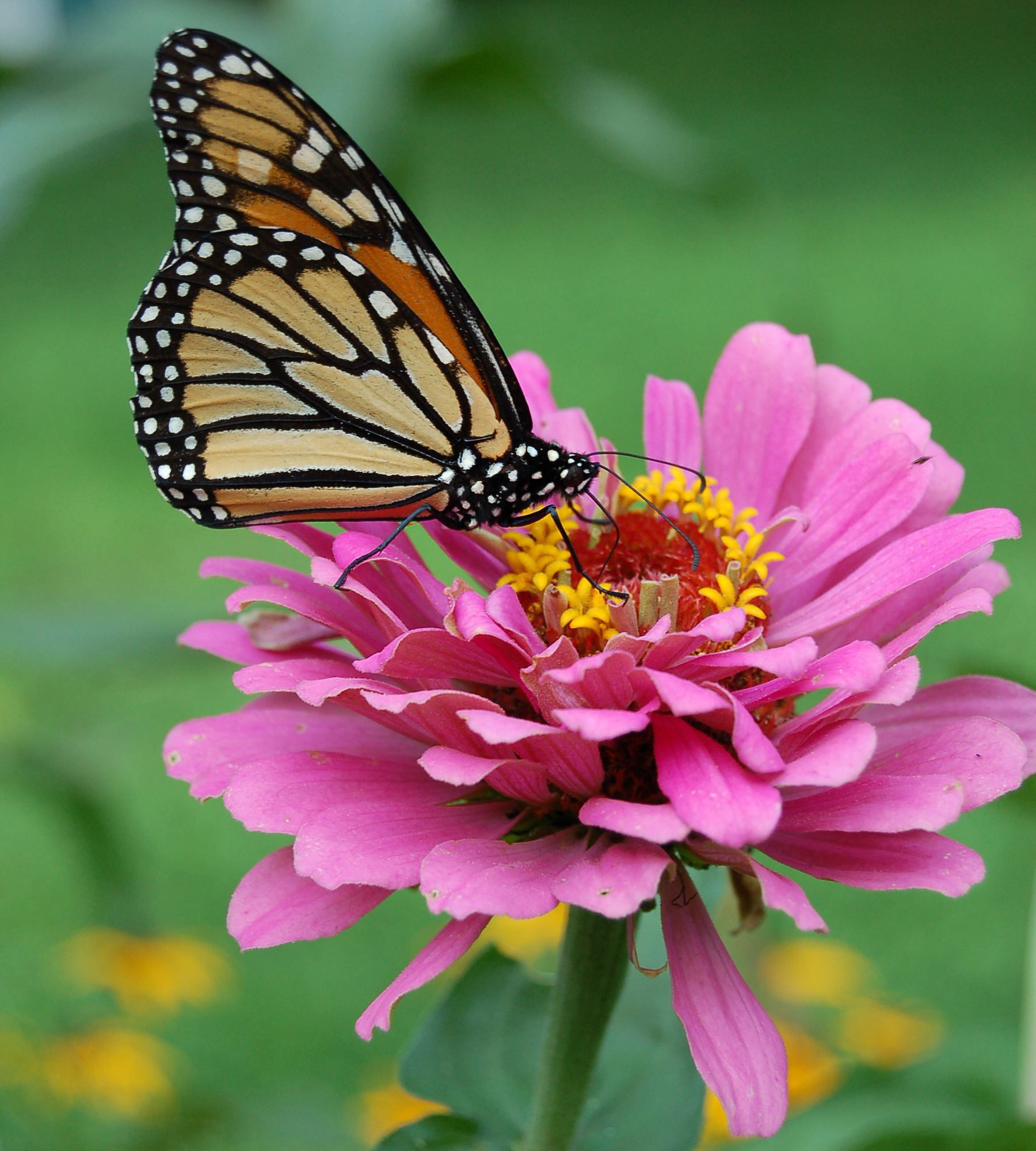
正在覓食的君主斑蝶成蟲

## 防禦

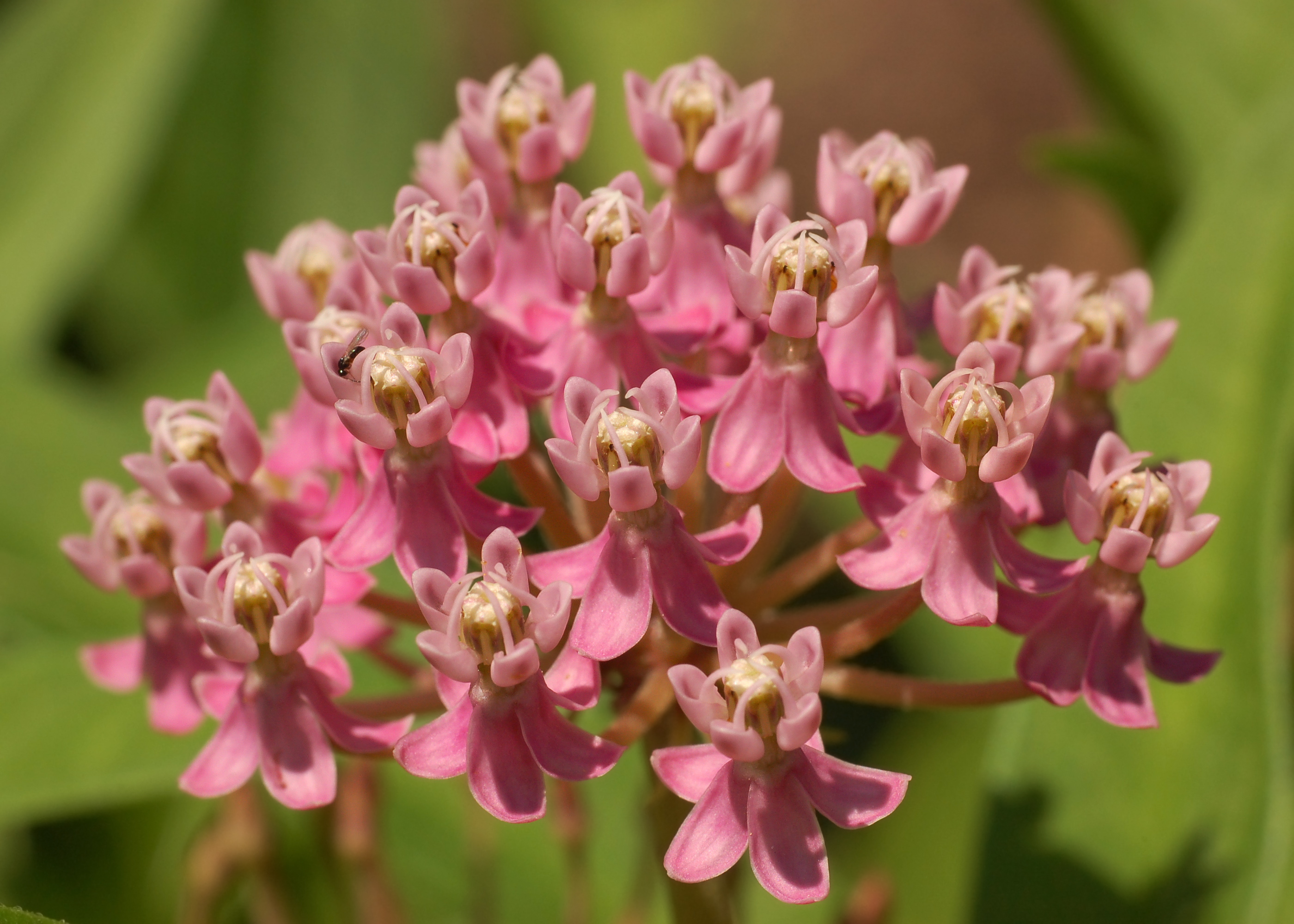
沼澤乳草是君主斑蝶的食物之一。

雌蝶會將幼蟲產在乳草上以便幼蟲覓食，乳草中含有有毒的卡烯內酯，使掠食者退卻。牠們鮮艷的顏色及翅膀的高同比都顯示牠們是不適口的。這種現象稱為警戒作用。
Limenitis archippus與君主斑蝶有相同的保護機制，稱為「貝氏擬態」。

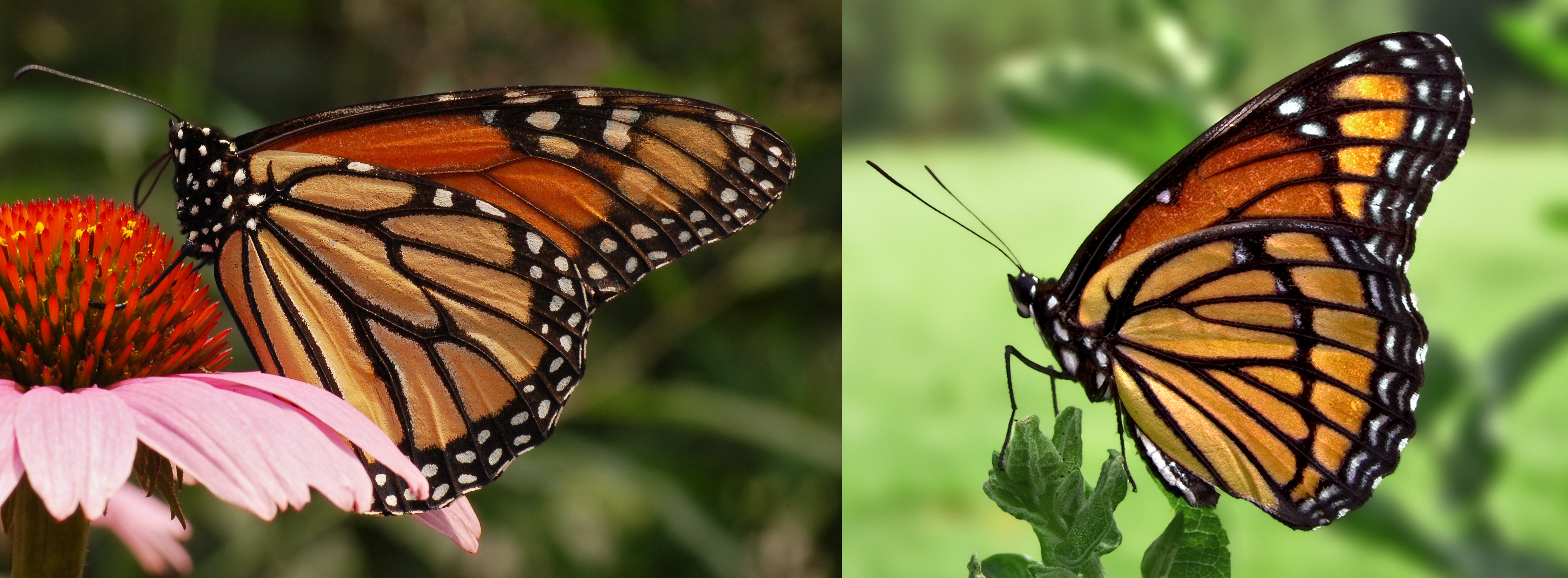
君主斑蝶（左）及Limenitis archippus（右）顯出一種貝氏擬態。

## 與人類關係
君主斑蝶是阿拉巴馬州、愛達荷州、伊利諾州、明尼蘇達州及德克薩斯州的州昆蟲，且是佛蒙特州及西維珍尼亞州的州蝴蝶。於1990年，君主斑蝶與西方蜜蜂一同被提名為美國的國昆蟲，但最終卻不獲通過。
很多人種植蝴蝶園來吸引蝴蝶。其他的則會為了喜好及教育來飼養君主斑蝶。在一些君主斑蝶遷徙的位點會建立庇護區，而旅遊業亦因此應運而生。
很多學校都會由毛蟲開始養殖君主斑蝶。當成蟲後就會被放生野外。

## 威脅
君主斑蝶過冬的地方被非法砍伐導致牠們的數量大幅下降。現時正努力將牠們列為受保護動物及恢復其棲息地。墨西哥估計於2005年至2006年間，君主斑蝶的數量會有明顯增長。然而，近年來全球暖化、棲地流失以及主要食物來源的減少，使君主斑蝶的生存壓力進一步加劇。
2024年，美國政府正式啟動將君主斑蝶列入瀕危物種名單的程序，並計畫在約4,000英畝的沿海棲息地設立保護區，以限制開發行為，並促進生態復育。

### 掠食者
雖然君主斑蝶是吃乳草的，但是不同種類、不同植物或不同部位的乳草有不同的卡烯內酯含量，這亦反映在君主斑蝶體內毒素的含量。所以君主斑蝶未必一定是不可吃的，而是进行了自擬態。一些君主斑蝶的掠食者懂得量度牠們的毒素，並吐出高卡烯內酯含量的昆蟲。
卡烯內酯是積聚在君主斑蝶的腹部及翅膀。一些掠食者亦會將這些部位撕開，去吃其他的部份。鳥類掠食者包括褐噪鶇、白頭翁、美洲鶇、美洲雀科、麻雀、叢鴉屬及藍頭松鴉。在北美洲，異色瓢蟲的幼蟲或成蟲會吃君主斑蝶的卵或初出生的幼蟲。

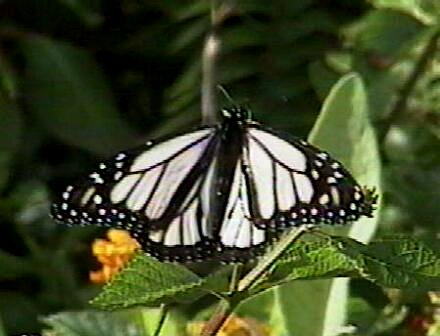
在夏威夷的白色形態的君主斑蝶。

在歐胡島，有一種白色形態的君主斑蝶。這是由於在1965年及1966年引入了黑喉紅臀鵯及Pycnonotus jacosus。牠們是最普遍的吃昆蟲鳥類，也可能是唯一會吃君主斑蝶的鳥類。在夏威夷的君主斑蝶只有低含量的卡烯內酯，而這些鳥類亦可以忍受這種毒素。這兩種鳥會吃君主斑蝶的幼蟲及蛹，也會吃正在休息的成蟲，但很少吃飛行中的成蟲。所以白色君主斑蝶比橙色的有較高的生存率。這可能是因異類選擇或偽裝。

### 寄生蟲
君主斑蝶的寄生蟲是寄生蠅Lesperia archippivora。被寄生的幼蟲會繼續脫毛及懸掛自己，但卻於成蛹前死亡。此時一種白色的蛆會從幼蟲中出來及被絲線懸掛。蛆會在地上形成褐色的蛹。
一種微球菌屬的Micrococcus flacidifex danai亦會影響幼蟲及導致死亡。君主斑蝶幼蟲在成蛹前會如常的走到水平面上，但於幾小時後死亡，屍體仍然以後腹腳懸掛。該屍體會在很短時間變為黑色。另外，綠膿桿菌雖沒有入侵能力，但卻會引發繼發感染。這些都是在實驗室飼養的君主斑蝶死亡的原因。
一種稱為Ophryocystis elektroscirrha的原生動物是君主斑蝶的另一種寄生蟲。牠會感染皮下組織，並以在蛹時期長成的孢子傳播。孢子會在受感染的整隻君主斑蝶身體，而大部份集中在腹部。這些孢子會在雌蝶產卵時被擦掉，而出生後的毛蟲則會吃下並受感柒染。嚴重感染的身體會變得虛弱，不能展開翅膀及壽命較短。經過幾代後仍會有感染的情況。

## 外部連結
- Monarch butterfly facts and photos - NatureMapping Program
- Video of a monarch butterfly emerging from chrysalis（页面存档备份，存于）
- Australian Museum fact sheet on monarch butterflies
- Critters of Calamvale Creek — a monarch tells its story （页面存档备份，存于）
- Monarch Migration Maps
- Monarch Watch of the University of Kansas Entomology Department
- Michoacan Reforestation Fund
- USGS description of monarch butterfly
- MonarchHealth!
- Monarch Butterfly Trust NZ
- Monarch butterfly life cycle photographs
- More Than Monarchs
- Monarch egg eclosion（页面存档备份，存于）
- 君主斑蝶吸取花蜜（页面存档备份，存于）
- 君主斑蝶的图片（页面存档备份，存于）